# Краснокаменск (аэропорт)

Аэропорт Краснокаменск — гражданский аэропорт в 7 км к югу от города Краснокаменска, Забайкальский край.
Расформирован в 1995 году, в 2018 году ожидается его реконструкция согласно комплексному инвестиционному плану. Пятикратно (26 августа 2006, 9 мая и 25 августа 2008, 9 мая 2009 и 28 августа 2010) аэропорт использовался для проведения городских соревнований по дрэг-рейсингу. Позднее были перенесены на мясокомбинат.
В настоящее время аэропорт функционирует как взлетно-посадочная полоса для приема/отправки единственного рейса на Читу. Аэропортовая инфраструктура отсутствует.
В планах правительства региона и г. Краснокаменска к 2018 году возобновление строительства здания аэровокзала проектной мощностью 150 пассажиров в час, реконструкция взлетно-посадочной полосы, расширение рулёжных дорожек до 20 метров, установка современного светосигнального оборудования, видеонаблюдения, досмотровоого оборудования и периметрового ограждения, а также строительство контрольно-пропускного пункта и склада ГСМ. В ценах 2013 года этот объем работ оценивался более чем 1 млрд 300 млн рублей с финансированием из федерального бюджета.
С августа 2013 года планировалось восстановить перелеты из Читы в Краснокаменск и обратно. Девятиместный самолет Cessna 5 августа 2013 года успешно выполнил первый рейс из Читы.

С ноября 2014 года по конец 2023 года ООО «Аэросервис» выполнял регулярные рейсы по маршруту Чита — Краснокаменск три раза в неделю: понедельник, среда, пятница. Вылет из Читы в 11:00, вылет из Краснокаменска в 13:00 местного времени.. В 2024 году рейсы отменены ввиду невозможности обслуживания самолёта чешского производства из-за санкций.
С декабря 2024 года полёта возобновлены .